# Cyberart
Le cyberart est un art contemporain produit à l'aide de logiciels et de matériel informatique, ayant souvent une forme interactive ou multimédia et une tendance cybernétique.

## Historique
Dans les années 1990, on[Qui ?] nommait cyberart ce qui est de nos jours qualifié d'art en ligne ou, par anglicisme, de netart.
Depuis les années 2010, le cyberart renvoie davantage, comme son nom l'indique, à un art cybernétique. « De récentes œuvres de bioart proposent de mettre en relation le spectateur, transformé en utilisateur, avec différents organismes biologiques en piratant leurs données biométriques au moyen d’interfaces numériques. Ces propositions esthétiques immersives s’appuient sur une conception plurielle du corps humain, forgée dans le creuset de la cybernétique. Leurs nouvelles modalités de communication explorent la voie alternative d’un continuum écologique où l’utilisateur entre dans un devenir-cyborg, loin des représentations classiques du couplage homme-machine. Elles incitent à reconsidérer à leur égard la notion même de bioart, au profit de cyberart ».